# جامعة الطب وطب الأسنان في نيوجيرسي - مدرسة طب نيوجيرسي
جامعة الطب وطب الأسنان في نيوجيرسي - مدرسة طب نيوجيرسي (بالإنجليزية: University of Medicine and Dentistry of New Jersey - New Jersey Medical School)‏ هي إحدى الكليات لتدريس الطب في الولايات المتحدة الأمريكية. تقع في مدينة نيوآرك في ولاية نيوجيرسي الأمريكية. نوع الشهادة الطبية التي يتم تحصيلها هناك هي دكتور في الطب.